# Blepharosis submarginata
Blepharosis submarginata là một loài bướm đêm trong họ Noctuidae.